# Cookpad
Cookpad Inc. (укр. Кукпад) — інтернет-корпорація, що спеціалізується на розміщенні кулінарних рецептів. Сайт «Cookpad», що належить компанії, є найбільшим кулінарним сайтом Японії, що дозволяє відвідувачам завантажувати та шукати оригінальні, створені також користувачами сайту, рецепти.
В липні 2009 року компанія почала торги на Токійській фондовій біржі. Станом на травень 2017 року Cookpad мала більше 80 млн користувачів та займала перше місце у світі у категорії «Їжа та рецепти», згідно за даними ресурсу SimilarWeb.

## Історія
- Жовтень 1997: засновано Coin Ltd. (попередник COOKPAD Inc.)
- Березень 1998: відкрито сервіс поширення рецептів «Kitchen@coin»
- Червень 1999: ім'я ресурсу змінено на «COOKPAD»
- Березень 2002: Початок рекламного напрямку бізнесу
- Вересень 2004: Початок преміум сервісу
- Вересень 2006: Відкріто мобільний сервіс «MOBAREPI»
- Липень 2009: Початок торгування на біржі
- Березень 2010: Відкрито офіс у Каліфорнії, США
- Травень 2011: Відкрито офіс у Сінгапурі
- Червень 2013: кількість користувачів преміум сервісу перебільшила 1 000 000.
- Січень 2014: початок міжнародної експансії.
- Жовтень 2016: кількість рецептів на сайті перевищує 2,5 мільйона.